# Vision of Love
Vision of Love ist ein Lied der US-amerikanischen Sängerin Mariah Carey. Die Pop-R&B-Ballade erschien im Mai 1990 als Single und avancierte zum Nummer-eins-Hits in den Vereinigten Staaten.

## Entstehung und Veröffentlichung
Geschrieben und produziert wurde das Lied von der Interpretin selbst. Während sie bei der Produktion von Walter Afanasieff unterstützt wurde, erhielt sie beim Schreibprozess durch Ben Margulies Unterstützung. Es war der erste Titel, den Carey schrieb, nachdem sie einen Plattenvertrag bei Columbia Records unterschrieben hatte.
Die Erstveröffentlichung von Vision of Love erfolgte als Single am 15. Mai 1990 bei CBS Records. Diese erschien als Musikkassette (Katalognummer: 38T 73348) sowie als 7″-EP mit den B-Seiten Prisoner, All in Your Mind und Someday (Katalognummer: 38-73348). Am 2. Juli 1990 erschien das Lied als Teil von Carey selbstbetitelten Debütalbums (Katalognummer: 466 815-2).

## Inhalt
Der Protagonist des Liedes beschreibt, die „Vision einer Liebe“ zu haben, die sich dann aber nicht bewahrheitete. Der Song handelt von Careys Träumen als Sängerin. Carey erzählte dem Ebony-Magazin, dass das Lied „alles in [ihrem] Leben repräsentiert“ und „ein Lied aus [ihrem] Herzen“ sei. Laut ihren eigenen Aussagen handelt das Lied von ihren Erfahrungen und Erlebnissen, als sie noch jünger war, sowie ihren Beziehungen mit ihren Eltern und Freunden in der Nachbarschaft.

## Musikvideo
Die Regie zum Musikvideo führte Bojan Bazelli. Carey singt das Lied auf einer dunklen Bühne, im Hintergrund sieht man auf einer Leinwand den Himmel mit Wolken, die sich bewegen. Das ist das zweite Musikvideo, das für dieses Lied gedreht wurde, der vorherige wurde nicht veröffentlicht. Rolling Stone behauptete, dass beide Musikvideos zusammen 450.000 US-Dollar gekostet hätten.

## Rezeption

### Preise
Das Lied wurde bei den Grammy Awards 1990 für drei Grammys nominiert: Best Female Pop Vocal Performance (Gewonnen), Record of the Year (Nominiert) und Song of the Year (Nominiert). Das Lied gewann den Soul Train Music Award für Best R&B/Soul Single, Female und den Songwriter Award, bei den BMI Awards.

### Rezensionen
Entertainment Weekly schrieb im Jahr 2005, „Mariahs Stimmumfang und Gesang aus ihrer Debütsingle ist bis heute eine Inspiration.“ The Village Voice sagte, dass Vision of Love für den Beginn des Melisma-Trends sorgte. Im Jahr 2006 bezeichnete The New Yorker das Lied als „die Magna Carta des Melismas“ und als Careys großen Einfluss auf andere R&B-Künstler, sowie American Idol-Kandidaten. Ein Slant-Magazin-Kritiker sagte: „Ich denke [Vision of Love] war eine Vision für die zukünftige Welt von American Idol.“ About.com sagte, dass „Vision of Love eines ihrer besten Lieder in ihrer Musikkarriere ist [...] Es ist ganz einfach die erfolgreichste Debütsingle, die je veröffentlicht wurde.“
Die US-amerikanische Sängerin Beyoncé Knowles sagte, sie habe mit dem Singen begonnen, nachdem sie das erste Mal Vision of Love gehört habe. Die Sängerin Mikaila sagte, dass Vision of Love sie zum Singen inspiriert habe. Vision of Love ist ebenfalls das Lieblingslied von Rihanna.

## Kommerzieller Erfolg

### Chartplatzierungen
Vision of Love avancierte zum Nummer-eins-Hit in Neuseeland und den Vereinigten Staaten. Darüber hinaus erreichte es Top-10-Platzierungen in den Niederlanden (Rang 8) sowie Australien und dem Vereinigten Königreich (je Rang 9). 1990 belegte es zudem Rang sechs der US-amerikanischen Single-Jahrescharts.
| ChartsChartplatzierungen       | Höchstplatzierung | Wochen |
| ------------------------------ | ----------------- | ------ |
| Deutschland (GfK)              | 17 (22 Wo.)       | 22     |
| Schweiz (IFPI)                 | 24 (5 Wo.)        | 5      |
| Vereinigte Staaten (Billboard) | 1 (22 Wo.)        | 22     |
| Vereinigtes Königreich (OCC)   | 9 (12 Wo.)        | 12     |

| ChartsJahrescharts (1990)      | Platzierung |
| ------------------------------ | ----------- |
| Vereinigte Staaten (Billboard) | 6           |

### Auszeichnungen für Musikverkäufe
| Land/Region                  | Auszeichnungen für Musikverkäufe (Land/Region, Auszeichnung, Verkäufe) | Verkäufe  |
| ---------------------------- | ---------------------------------------------------------------------- | --------- |
| Australien (ARIA)            | Gold                                                                   | 35.000    |
| Neuseeland (RMNZ)            | Gold                                                                   | 5.000     |
| Vereinigte Staaten (RIAA)    | Platin                                                                 | 1.000.000 |
| Vereinigtes Königreich (BPI) | —                                                                      | 198.000   |
| Insgesamt                    | 2× Gold · 1× Platin ·                                                  | 1.238.000 |

Hauptartikel: Mariah Carey/Auszeichnungen für Musikverkäufe